# Odpad fest
Odpad fest je netradiční studentský festival, který ve své první části se svými návštěvníky prochází ulicemi Českých Budějovic a demonstrativně sbírá odpadky pohozené na ulicích. Za odměnu jsou účastníci průvodu přivedeni ke kolejím Jihočeské univerzity, kde je pro ně připraven kulturní program.

## Festivalový průvod
Průvod je první a hlavní částí festivalu. Tradičně průvod začíná na Lannově třídě v Českých Budějovicích. Tam jsou jeho účastníci vybaveni rukavicemi a pytli na odpad. Odtud vyráží přes "Sady", Náměstí Přemysla Otakara II., Sokolský ostrov, Stromovku až ke kolejím Jihočeské univerzity. Průvod je veden moderátorskou dvojicí s megafonem, která řídí i freezing (aktivita, při níž skupina lidí na stanovený signál na veřejnosti ztuhne v aktuálních pozicích). Freezing je v průvodu zajímavým zpestřením a účinnou formou upoutání pozornosti kolemjdoucích. Ti jsou vystaveni velmi netradiční situaci, kdy prochází kolem dlouhé řady živých soch sbírající odpadky.

## Festivalový program
Kulturní program slouží festivalu jako motivace a odměna pro účastníky průvodu. Začíná ve chvíli, kdy průvod dorazí na místo jeho konání (koleje Jihočeské univerzity) a trvá tak dlouho, jak to úřady dovolí. Před tím, než průvod dorazí na místo, jsou jeho účastníci označení VIP páskami, které jim v průběhu festivalu zajišťují mnoho výhod (například výraznou slevu na veškeré občerstvení). Vstup na kulturní program je pro návštěvníky, kteří se neúčastnili průvodu možný po zaplacení symbolického poplatku - odpadku zvednutého ze země.

## Historie festivalu

### Ročník 2009
První ročník festivalu se uskutečnil 20.5.2009 jako dílčí akce na podporu Pochodu za mír a nenásilí. Jeho myšlenka a první koncept se zrodil o několik měsíců dříve na Sokolském ostrově, když tající sníh odhalil odpadky pod ním ukryté. Průvodu prvního ročníku se zúčastnilo 12 sběračů a několik dalších se přidalo cestou. Kulturního programu se zúčastnilo kolem 30 lidí a vystoupili na něm bubenické skupiny Big Bam Bulls a Bummmbuk.

### Ročník 2010
Druhého ročníku se zúčastnilo 48 sběračů a na amatérském pódiu postaveném z lešení vystoupila kromě bubenických skupin z prvního ročníku i kapela Fadžitulikistulán. Programu se zúčastnilo kolem stovky návštěvníků.

### Ročník 2011
Třetí ročník byl zlomovým okamžikem v historii festivalu. Skupina organizátorů získala grant od Nadace Vodafone ČR, čímž získala prostředky na profesionální zabezpečení festivalu a nalákání dalších kapel. Průvodu se zúčastnilo téměř 450 sběračů a posbíralo se kolem 1000 litrů odpadků. Kulturního programu se zúčastnilo kolem tisícovky návštěvníků a vystoupili na něm krom jiných kapely El-Tenere, Vees, Pub Animals a Colectiv.
Tento ročník také uspěl v soutěži Nadace Vodafone Česká republika The Best of Vpohybu a vyhrál hlavní cenu soutěže 150 000 Kč.

### Ročník 2012
Čtvrtý ročník Odpad festu se konal 25.4.2012. V 15:00 se na Lannově třídě v Českých Budějovicích sešlo kolem 450 dobrovolníků, kteří prošli městem a posbírali po trase průvodu odpadky pohozené na zemi. V průvodu se posbíralo kolem 700 litrů odpadu. Účastníci průvodu byli ve druhé části projektu odměněni VIP vstupem na kulturní program u kolejí Jihočeské univerzity. Programu se zúčastnili i další návštěvníci, kteří ale museli doplatit symbolické vstupné - odpadek zvednutý ze země. Celkem se projektu zúčastnilo kolem 1200 lidí. Projekt byl o opět za podpory nadace Vodafone Česká republika a nově byl projekt spolufinancován i Statutárním městem České Budějovice.